# Myoxanthus gorgon
Myoxanthus gorgon är en orkidéart som beskrevs av Carlyle August Luer. Myoxanthus gorgon ingår i släktet Myoxanthus och familjen orkidéer. Inga underarter finns listade i Catalogue of Life.